# Augustin Smetana
Augustin Smetana, född 15 juni 1814 i Prag, död 30 januari 1851, var en tjeckisk filosof, som ägnade sig åt historiefilosofi och åt frågor om identiteten.

## Biografi
Augustin Smetana prästvigdes 1836 och blev 1842 adjunkt i filosofi vid Prags universitet. Efter 1848 måste han lämna ämbetet och blev redaktör av den av František Palacký uppsatta tidningen "Union", vari han motiverade sitt utträde ur den katolska kyrkan. Han blev sedan bannlyst.

## Filosofi
Som filosof anslöt Smetana sig till Hegel, men utgick från synpunkten att mänskligheten utvecklar sig från en materialistisk forntid till en idealistisk framtid och att anden utvecklar sig ur naturens krafter. Smetanas filosofiska betydelse för Böhmen låg mindre i originalitet än i den följdriktighet varmed han i praktiken omsatte sin teori om mänsklighetens framsteg i högre raser och utvecklingsstadier. I sin identitetsfilosofi byggde han på sin uppfattning att identiteten utgörs av den relativa kunskapen och av existensen.
Hans förnämsta skrifter är Die Bestimmung unseres Vaterlandes Böhmen (1848), Die Bedeutung des gegenwärtigen Zeitalters (s. å.), Die Katastrophe und der Ausgang der Geschichte der Philosophie (1850), Der Geist, sein Entstehen und sein Vergehen (tr. 1865) samt den självbiografiska Geschichte eines Exkommunizirten (utgiven av A. Meissner 1863).